# Euphyllia glabrescens
Euphyllia glabrescens är en korallart som först beskrevs av Adelbert von Chamisso och Karl Wilhelm Eysenhardt 1821.  Euphyllia glabrescens ingår i släktet Euphyllia och familjen Euphyllidae. IUCN kategoriserar arten globalt som nära hotad. Inga underarter finns listade i Catalogue of Life.

## Bildgalleri

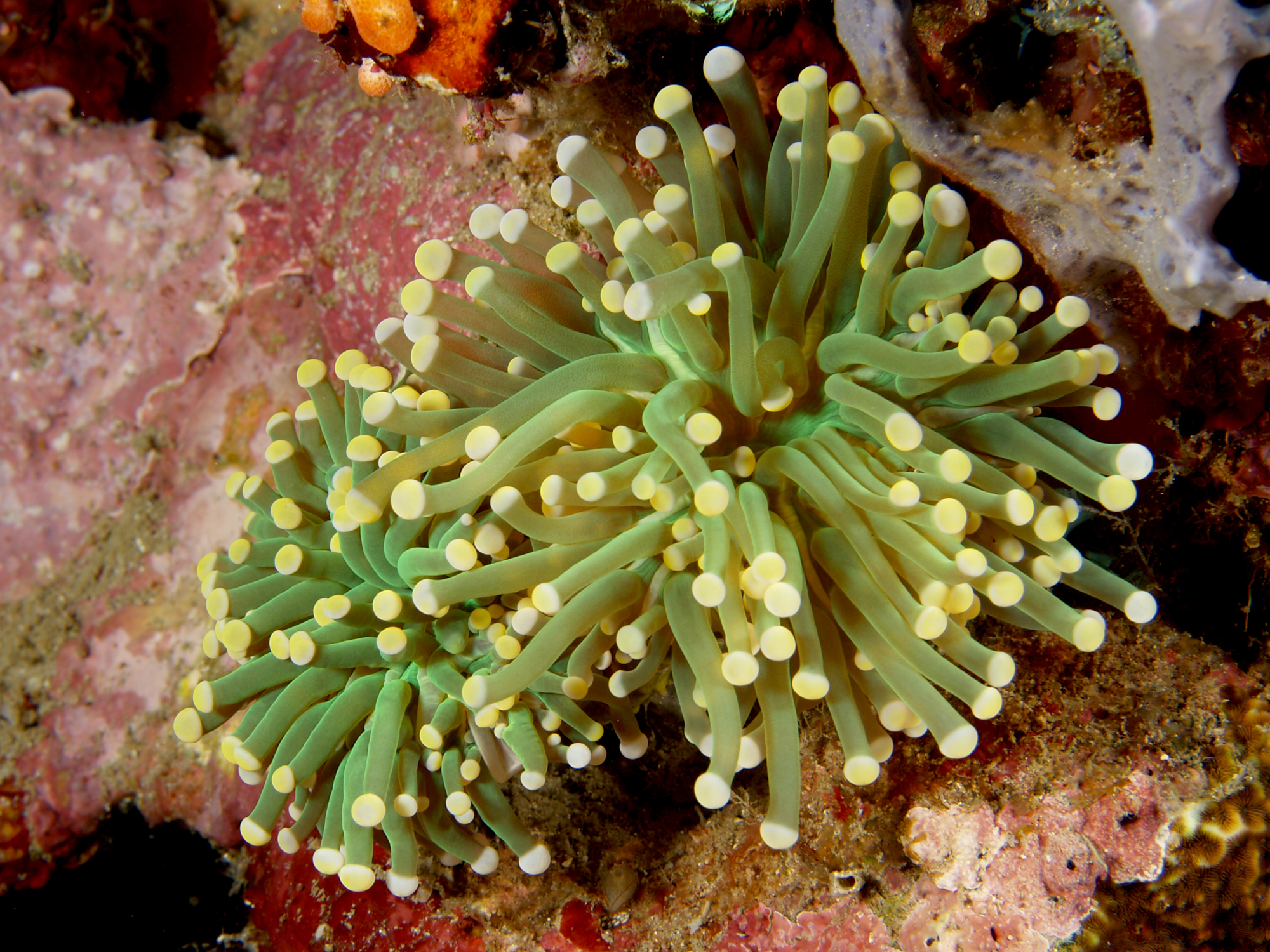
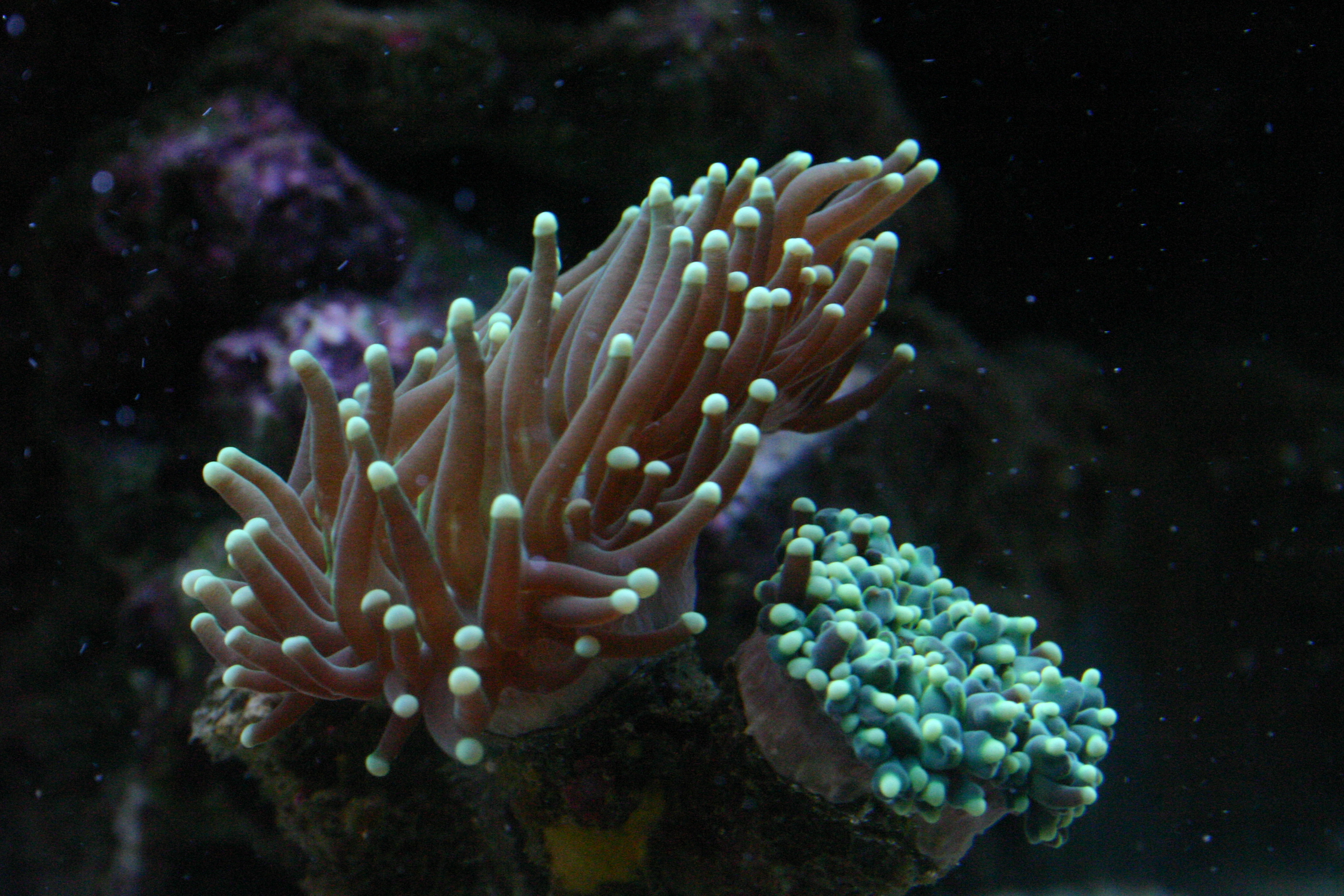
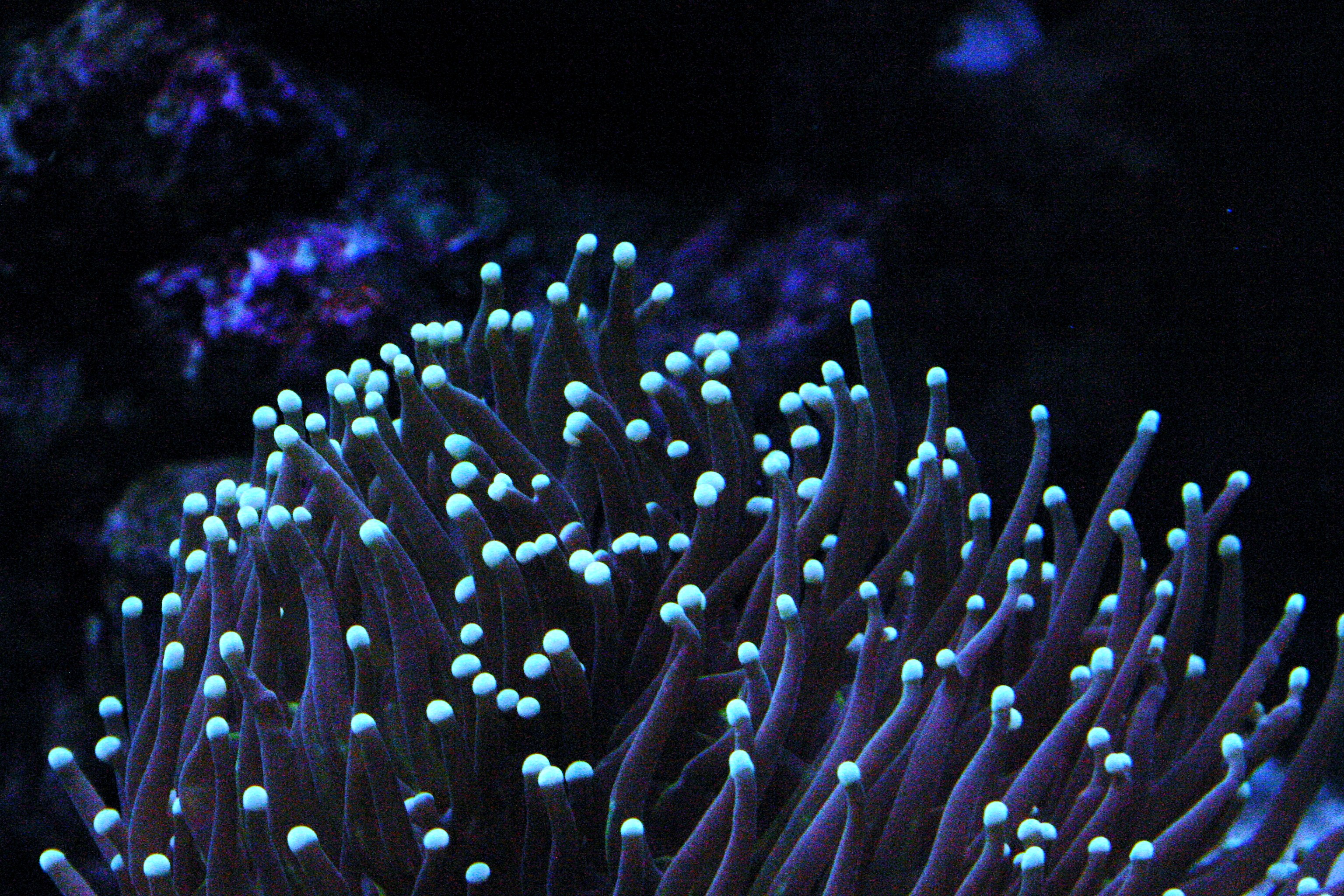
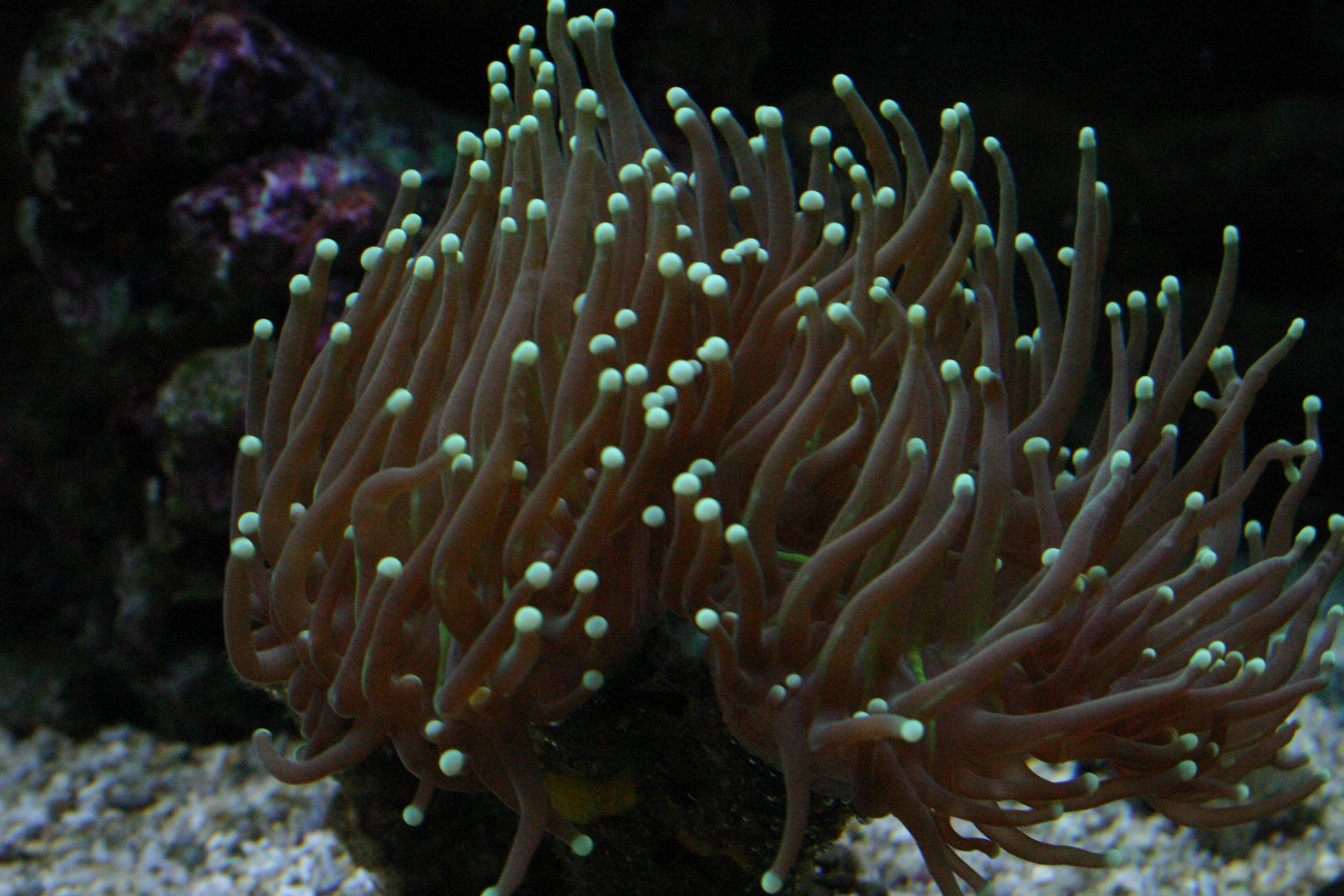
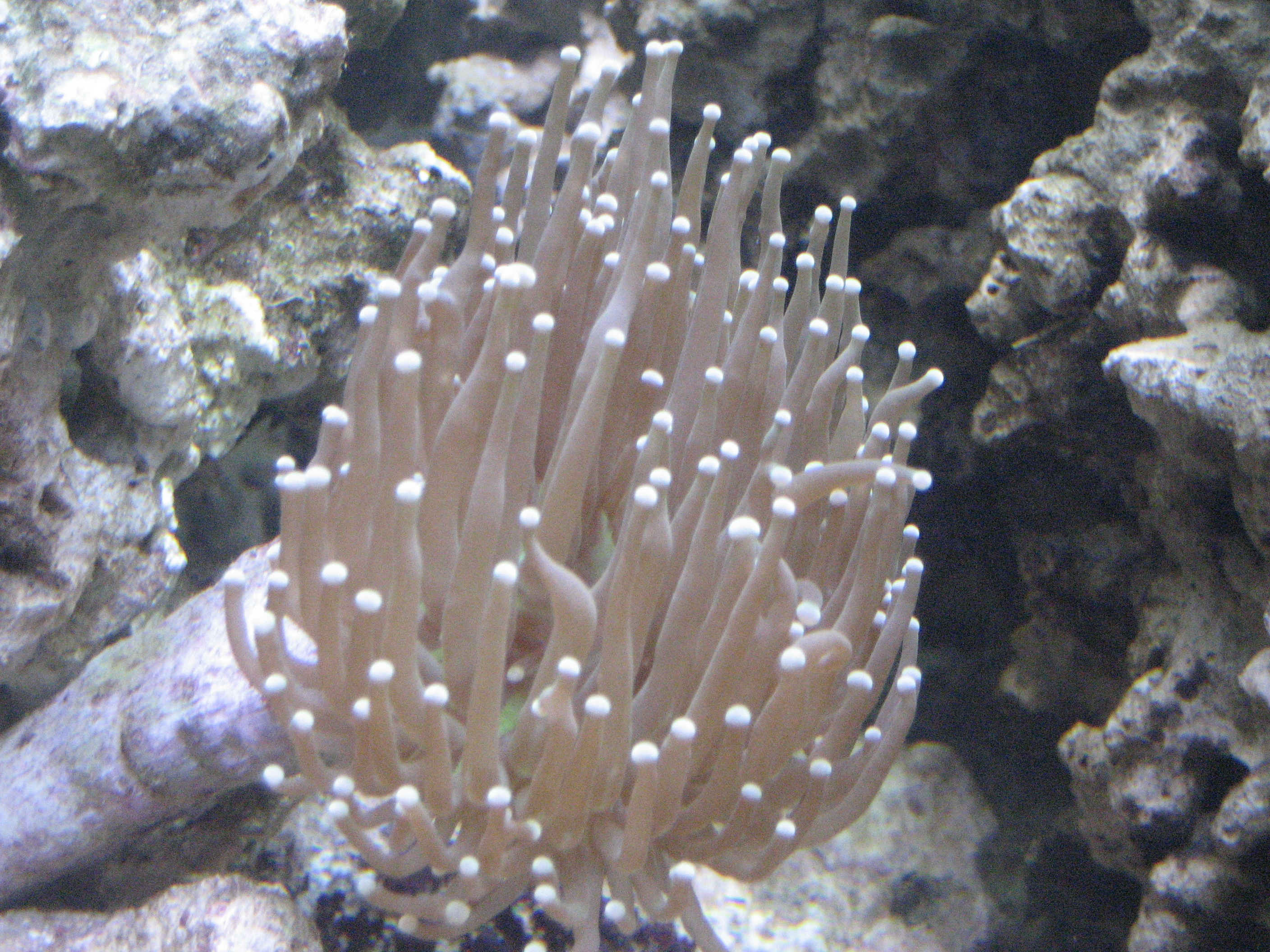
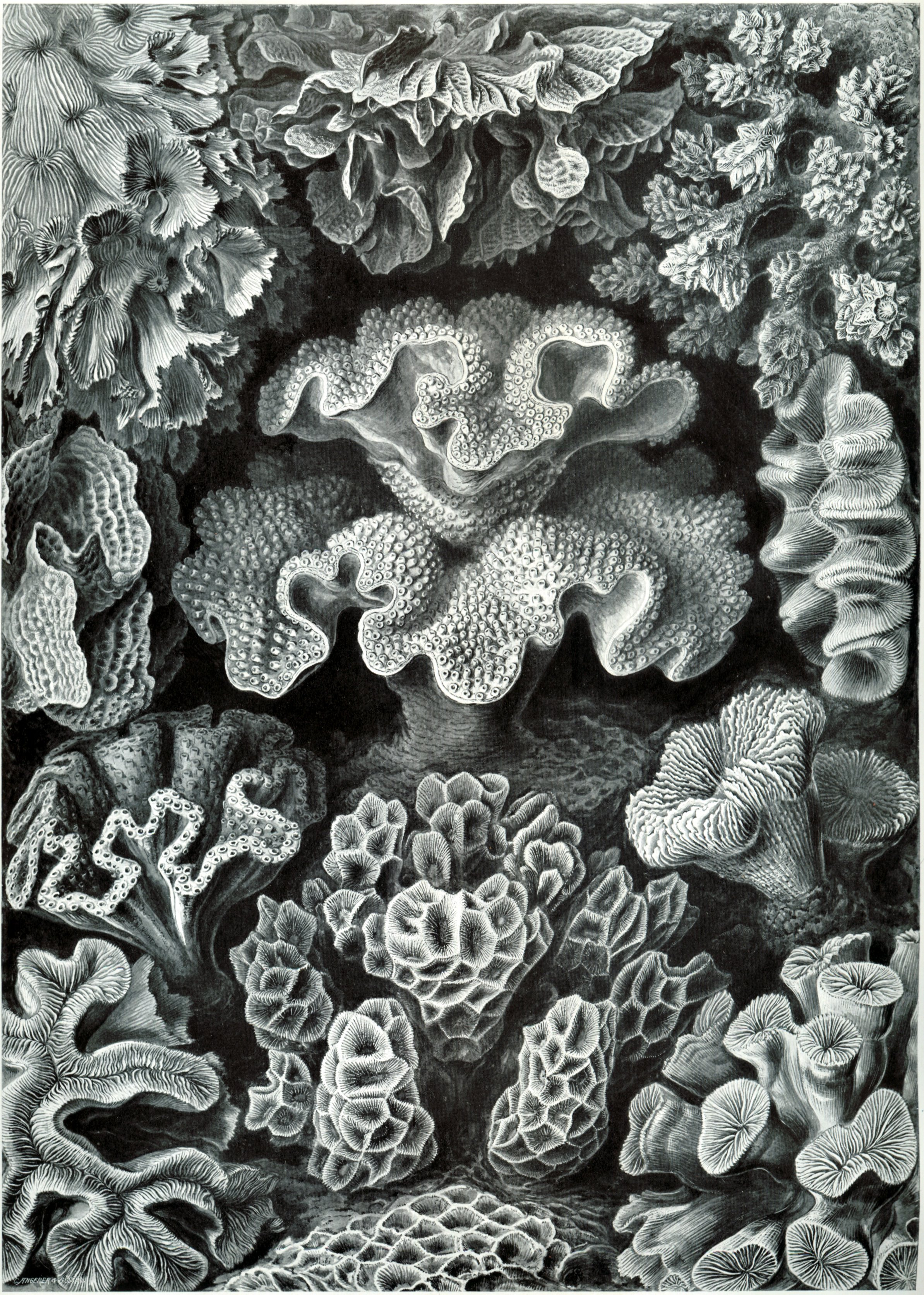